# Leptostygnus marchantiarum
Leptostygnus marchantiarum is een hooiwagen uit de familie Agoristenidae.